# Iron Maiden (음반)
《Iron Maiden》은 영국의 헤비 메탈 밴드 아이언 메이든의 데뷔 스튜디오 음반이다. 1980년 4월 14일, 영국에서 EMI에 의해 발행되었으며, 몇 달 후 북미에서는 원래 하비스트/캐피틀 레코드에, 그 후 미국의 생츄어리/컬럼비아 레코드에 발행되었다. 북미 버전에는 이전에 영국에서 음반이 아닌 싱글로 발매되었던 곡 〈Sanctuary〉도 포함되어 있었다. 1998년, 밴드의 나머지 발매와 함께 《Iron Maiden》은 모든 지역에서 〈Sanctuary〉가 추가되었다(그러나 2015년 디지털 발매와 모든 바이닐 재발급은 전 세계의 오리지널 트랙리스트를 사용한다). 이 음반은 기타리스트 데니스 스트라튼이 참여한 유일한 음반이다.
아이언 메이든이 그 이후 음반의 제작 품질을 비판했지만, 이 음반은 영국 음반 차트에서 4위로 정점을 찍고 유럽 본토에서 그 밴드의 명성을 얻으면서 비판적이고 상업적인 성공을 거두었다.

## 배경
이 음반은 이후 아이언 메이든이 이 프로젝트에 대한 관심이 부족하다고 주장해 온 윌 말론이 프로듀싱한 밴드의 유일한 음반으로, 사실상 음반의 대부분을 직접 프로듀싱하도록 내버려둔 것으로 베이시스트 스티브 해리스가 13일 만에 완성했다고 한다. 녹음은 1980년 1월 런던 서부의 킹스웨이 스튜디오에서 이루어졌으며, 밴드는 1980년 Metal for Muthas Tour에서 시간을 내어 2월 런던 북서부의 모건 스튜디오에서 최종 혼합물을 완성했다. 말론과의 세션이 있기 전, 이 밴드는 1979년 12월 두 명의 다른 프로듀서와 함께 네 개의 곡을 시도했다. 첫 번째인 가이 에드워즈는 밴드가 자신의 작품에서 "머디" 자질에 불만스러워 해고를 당했고, 앤디 스콧 역시 해리스가 손가락이 아닌 피크로 베이스를 연주하자고 주장했다가 해고를 당했다. 이러한 노력 끝에, 밴드는 해리스가 "그를 지나쳐 엔지니어에게 갈 수 있다"고 설명함에 따라 말론을 해고하지 않기로 결정했다. 많은 팬들이 여전히 사운드 녹음의 원시적인 품질을 선호하고 있지만, 이 그룹은 제작의 질을 비판했다. 올뮤직은 이 스타일이 "분명히 펑크 록의 요소에서 그리는 것"이라고 말했지만, 해리스는 이 밴드가 펑크에 대한 모든 것을 경멸한다고 말했다.

## 평가
| 전문가 평가                      | 전문가 평가 |
| 평가 점수                        | 평가 점수   |
| 출처                             | 점수        |
| -------------------------------- | ----------- |
| AllMusic                         | [ 8 ]       |
| Collector's Guide to Heavy Metal | 9/10        |
| Pitchfork                        | 7.0/10      |
| Record Mirror                    | [ 12 ]      |
| Sounds                           | [ 13 ]      |
| Sputnikmusic                     | 4.5/5       |

발매되자마자 이 음반은 즉각적인 비평가들의 호평을 받았다. 《사운즈》에서 제프 바톤은 "80년대의 헤비 메탈, 맹목적인 속도와 만연한 폭력성으로 60~70년대의 대부분의 플라스틱 헤비한 록 트랙이 그에 비해 나무늘보처럼 보이고 장례식이 지저분하다"고 환영했다. 《Iron Maiden》은 영국 차트에서 초창기 15주를 보냈고, 1985년 EMI의 예산 자회사에서 재발행되면서 2주를 더 보냈다.
이 음반은 계속해서 평론가들로부터 찬사를 받고 있다. 올뮤직은 "디킨슨 시절이 일어나지 않았더라도 여전히 랜드마크로 등극할 것"이라고 선언하며 "펑크와 프로그레시브 록이 뉴 웨이브 오브 브리티시 헤비 메탈에 어떻게 알렸는지 들을만한 더 좋은 곳은 없다"고 말한다. 스푸트니크뮤직은 "헤비 메탈 세계 최고의 데뷔 음반 중 하나"라고 설명하며 "밴드의 초창기를 규정하는 원시적이고 공격적인 파워"를 담고 있다.
아이언 메이든은 로버트 다이머리의 《죽기 전에 꼭 들어야 할 앨범 1001》(《The Number of the Beast》는 다른 음반)에 수록된 이 밴드의 두 음반 중 하나이다. 2017년에는 《롤링 스톤》의 "역사상 가장 위대한 메탈 음반 100장" 순위에서 13위에 올랐다.

## 곡 목록
모든 곡들은 특별한 언급이 없는 한 스티브 해리스에 의해 작사/작곡하였다.
| #  | 제목                     | 작사·작곡         | 재생 시간 |
| -- | ------------------------ | ----------------- | --------- |
| 1. | 〈Prowler〉              |                   | 3:56      |
| 2. | 〈Remember Tomorrow〉    | 해리스, 폴 디애노 | 5:30      |
| 3. | 〈Running Free〉         | 해리스, 디애노    | 3:22      |
| 4. | 〈Phantom of the Opera〉 |                   | 7:02      |

| #  | 제목                     | 작사·작곡     | 재생 시간 |
| -- | ------------------------ | ------------- | --------- |
| 5. | 〈Transylvania〉 (기악)  |               | 4:09      |
| 6. | 〈Strange World〉        |               | 5:43      |
| 7. | 〈Charlotte the Harlot〉 | 데이브 머레이 | 4:14      |
| 8. | 〈Iron Maiden〉          |               | 3:43      |

| #  | 제목                     | 작사·작곡              | 재생 시간 |
| -- | ------------------------ | ---------------------- | --------- |
| 5. | 〈Transylvania〉 (기악)  |                        | 4:09      |
| 6. | 〈Strange World〉        |                        | 5:43      |
| 7. | 〈Sanctuary〉            | 해리스, 디애노, 머레이 | 3:19      |
| 8. | 〈Charlotte the Harlot〉 | 머레이                 | 4:14      |
| 9. | 〈Iron Maiden〉          |                        | 3:43      |

## 인증
| 국가                       | 인증     | 판매량/출하량 |
| -------------------------- | -------- | ------------- |
| 캐나다 (뮤직 캐나다)       | 플래티넘 | 100,000^      |
| 독일 (BVMI)                | 골드     | 250,000^      |
| 영국 (BPI)                 | 플래티넘 | 300,000^      |
| ^출하량을 기반으로 한 인증 |          |               |